# Rdesktop
rdesktop est un logiciel client libre pour le service RDP issu de serveurs Terminal Services. Il permet d'accéder à un environnement applicatif Windows à partir d'un poste de travail Linux par exemple. Il est conçu pour être utilisé sur les plateformes X d'UNIX et de linux. 
Une interface graphique est donc nécessaire pour l'utilisation de rdesktop. Il fonctionne avec les versions 4 et 5 du protocole RDP, et donc avec les serveurs Windows NT, Windows 2000, Windows 2003 ou Windows 2008. Il gère également le chiffrement et la compression du flux RDP.
Le code source est disponible en GNU GPL.
Son utilisation est simple :
par exemple, dans un terminal, pour établir une liaison avec le serveur 123.123.123.123 en plein ecran, avec "user" en nom d'utilisateur, et "passwd" en mot de passe, il suffit d'entrer : 
```
rdesktop -f -u user -p passwd 123.123.123.123
```

Pour sortir du mode plein écran, il faut appuyer simultanément sur CTRL + ALT + ENTREE.
rdesktop a été forké en 2009 par FreeRDP (en) dans le but de modulariser le code, de résoudre différents problèmes, d'ajouter de nouvelles fonctionnalités, et en finalité d'être plus multiplateforme : il est en effet disponible sur Windows.